# Оя, Калью
Калью Оя (эст. Kalju Oja; 7 декабря 1920, Таллин, Эстония — 15 января 1995, там же) — советский и эстонский библиотекарь, библиотековед и переводчик, ученик Б. В. Банка.

## Биография
Родился 7 декабря 1920 года в Таллине в семье Бенедикта Оскара Оя (1888-1946). В 1939 году окончил Таллинский колледж. В 1941 году он был отправлен в ссылку как сын врага народа и пробыв там до 1954 года был выпущен (находился в ссылке с 1941 по 1948 и с 1948 по 1954 год, в 1948 году после первого освобождения вернулся в Эстонскую ССР, где пробыв несколько месяцев вновь был отправлен в ссылку). В 1960 году поступил на заочный факультет ЛГИКа, который он окончил в 1965 году. Работа в области библиотековедения он начал ещё задолго до поступления в ЛГИК: с 1957 по 1963 год работал в Центральной библиотеке Таллина, с 1963 по 1966 год работал в профсоюзной организации. В 1967 году был принят на работу в ГБ Эстонской ССР имени Ф. Крейцвальда и работал библиотекарем и библиотековедом-методистом вплоть до 1990 года.
Скончался 15 января 1995 года в Таллине.

## Научные работы
Основные научные работы посвящены проблемам теории и практики библиотечного дела. Автор свыше 200 научных работ.

### Список научных работ
- Mitmekülgsest ja regulaarsest lugemisest (kaasautorid M. Leetmaa, H. Peeba). // Nõukogude Eesti Raamatukogundus (1979) 8
- Populaarne lugemisvara 1977 (kaasautorid T. Lukjatšenko, T. Peterson). // Nõukogude Eesti Raamatukogundus (1979) 8
- Rahvusraamatukogu roll ja funktsioonid. // Nõukogude Eesti Raamatukogundus (1980) 10
- Individuaalteeninduse metodoloogia ja metoodika. Lugemine ja lugeja teenindus (kaasautor H. Jürman). //. Nõukogude Eesti Raamatukogundus (1983) 13
- Изучение читателя и чтения в Эстонской ССР (kaasautor Ivi Eenmaa). // Книга в социалистическом обществе. 2. Tallinn, 1985.
- Многогранность и регулярность чтения. // Nõukogude Eesti Raamatukogundus (1908) 9

## Членство в обществах
- Основатель Эстонского общества книголюбов.
- Основатель Общества библиотекарей Эстонии.